# محمد مدوه
محمد أحمد مدوه ؛ ولد في 10 فبراير 1987، وهو سباح كويتي متخصص في السباقات الحرة. مثّل بلاده الكويت في دورة الألعاب الأولمبية الصيفية لعام 2008 ، وعمل أيضًا سباحًا أريزونا ستيت صن ديفلز تحت قيادة المدرب دورسي تيرني ووكر، بينما كان يتابع دراسة عدة تخصصات في جامعة ولاية أريزونا في فينيكس ، أريزونا . 
أصبح محمد مدوه أول سباح كويتي على الإطلاق يتأهل لدورة الألعاب الأولمبية الصيفية لعام 2008 في بكين ضمن مسابقة الأولمبيات، ويتنافس في سباق 50 م حرة رجال . أنهى تحت FINA B-cut (23.12) بمقدار عُشر الثانية تمامًا مع 23.02 نفطة في بطولة المجموعة العمرية الآسيوية قبل عام واحد في جاكرتا ، إندونيسيا .   في التصفيات كان محمد في المسار الثامن وحطم حاجز 23 ثانية ليحتل المركز الرابع في أفضل رقم شخصي له حيث بلغ 22.83 ، ولكن مشاركته في المركز الخامس والأربعين مع الأولمبي جيفون أتكينسون مرتين لن يكون كافيا ل وضعه في الدور نصف النهائي. 

## روابط خارجية
- محمد مدوه على موقع الاتحاد الدولي للسباحة (الإنجليزية)
- محمد مدوه على موقع أوليمبيديا (الإنجليزية)

- السيرة الذاتية للاعب - أريزونا ستيت صن ديفلز
- لمحة عن دورة الالعاب الاولمبية ان بي سي